# Sphegina calthae
Sphegina calthae är en tvåvingeart som beskrevs av Mutin 1984. Sphegina calthae ingår i släktet midjeblomflugor, och familjen blomflugor. Inga underarter finns listade i Catalogue of Life.